# Eagle Island (ö i Australien, Queensland)
Eagle Island är en ö i Australien. Den ligger i kommunen Cook och delstaten Queensland, omkring 1 600 kilometer nordväst om delstatshuvudstaden Brisbane. Arean är 0,11 kvadratkilometer. Den sträcker sig 0,5 kilometer i nord-sydlig riktning, och 0,5 kilometer i öst-västlig riktning.
Savannklimat råder i trakten. Genomsnittlig årsnederbörd är 1 319 millimeter. Den regnigaste månaden är mars, med i genomsnitt 441 mm nederbörd, och den torraste är augusti, med 7 mm nederbörd.